# 대한민국의 어촌정주어항
어촌정주어항(漁村定住漁港)은 어촌의 생활 근거지가 되는 소규모 어항이다. 지정권자, 개발 주체 및 관리청은 시장·군수·구청장이다.

## 개발 연혁
시장·군수·구청장이 지정·개발하는 어촌정주어항은 2002년에 최초로 213개 항을 지정한 이후 2010년 12월말 현재 576개 항이 지정되어 있으며, 2010년부터 광특회계 재원으로 사업을 추진 중에 있다.

## 지정 현황
- 어촌정주어항은 2011년 말 현재 576개 항이 지정되어 있다.

## 지정 기준
어촌정주어항의 구체적인 지정기준은 「어촌·어항법 시행규칙」 제10조의 별표에 나타나 있다.
- 현지어선 척수 20척 이상인 항·포구(어업의 근거지 또는 해상교통·관광·유통의 입지여건을 갖추어 개발 잠재력이 높은 항·포구로서 시·도지사와 협의한 경우에는 현지어선 10척 이상)

## 관계 법령
- 어촌·어항법
- 어항관리조례 (시·군·구 조례)

## 업무 분담
- 시장·군수·구청장 : 어항구역 지정 및 변경, 어항개발계획 수립, 어항시설 사용 협의 승인, 어항시설 공사 시행, 어항시설 사용 허가, 어항 관리 전반

## 투입 재원
- 국비 80%, 지방비 20%

## 같이 보기
- 어항 (항구)
- 대한민국의 국가어항
- 대한민국의 지방어항
- 대한민국의 소규모 어항
- 대한민국의 어항 목록